# Sophie Elkan
Sophie Elkan (Göteborg, 3 de gener de 1853 – Göteborg, 5 d'abril de 1921) fou una escriptora sueca, molt popular a principis del segle xx, per les seves novel·les històriques. La seva relació amb Selma Lagerlöf va eclipsar, no obstant això, la seva notorietat.

## Biografia
Va néixer a Göteborg en el si d'una família acomodada, de religió jueva, els Solomon. Va tenir tres germans, Otto, Axel i Elise.
L'any 1872 va contreure matrimoni amb el comerciant i editor de música Nathan Elkan, a Estocolm, amb qui va tenir una filla. Però la tragèdia sacsejaria la seva vida en emmalaltir el seu marit i la seva filla de tuberculosi. En un intent de curació, la família va viatjar a Niça, però en el Nadal de 1879, va veure morir al seu marit i a la seva filla, en la mateixa setmana, víctimes de la malaltia. Va començar a vestir de dol i ho faria la resta de la seva vida. Durant un temps es va refugiar en el seu cercle d'amics i va realitzar viatges per Europa. Si bé mai va tornar a casar-se, va mantenir una relació platònica amb un pedagog belga, Alexis Slyus. Aquesta relació mai va transcendir, a causa que ell era casat.
Posseïa una àmplia cultura i dominava alguns idiomes, per la qual cosa va començar a traduir les obres pedagògiques sobre arts manuals escrites pel seu germà Otto.
L'any 1889, als 36 anys, va publicar en un periòdic de Göteborg el seu primer conte En història utan namn (Una història sense nom), per després continuar, amb el pseudònim Rust Roest, la seva primera col·lecció de contes Dur och Moll (To Major i Menor), seguida d'una altra col·lecció l'any 1891 i la seva primera novel·la Rika flickor (Noies afortunades) el 1893, seguida d'una altra novel·la i una tercera col·lecció de contes l'any 1896, en els quals analitza acuradament els tipus femenins.
L'any 1893, una traductora al danès de les seves obres, li va escriure a Selma Lagerlof, per sol·licitar-li el seu parer, iniciant d'aquesta manera el contacte entre les dues escriptores.
La primera trobada va tenir lloc el gener de 1894, iniciant-se d'aquesta manera una relació afectiva que duraria fins a la seva defunció, l'any 1921. Ambdues compartien l'ofici d'escriptora i el compromís amb el moviment d'emancipació femenina a Suècia i Europa. Tenint ambdues domicilis en diferents ciutats, van iniciar una correspondència que duraria fins al 2 d'abril de 1921, un total de 28 anys; quedant com un important testimoniatge de la vida privada i carrera literària d'ambdues. Ambdues amigues s'enviaven a més els seus escrits per ser avaluats mútuament.
Diversos autors descriuen el temperament de Sophie com hipersensible i nerviós, passant per períodes de depressió que li impedien escriure. Era una persona social i culturalment molt refinada.

## El gran viatge

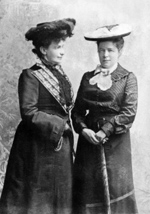
Sophie Elkan (esquerra) i Selma Lagerlöf, 1894.

L'any 1895 ambdues amigues, ja en els seus 40 anys, van viatjar a Itàlia i a Europa central, sent Sophie, gràcies a la seva experiència, l'organitzadora i guia. Altres viatges més breus a Itàlia, França, Bèlgica i Holanda ho van seguir, però al novembre de 1898 la salut de Sophie estava molt ressentida. Se li va diagnosticar un tumor en l'úter i va haver de viatjar a Estocolm per a una operació quirúrgica major. Durant tot el primer mes de recuperació que va seguir, Selma va estar al seu costat recolzant-la, abans de tornar a la seva residència a Falun.
El 1899, sota el seu nom, va publicar la novel·la històrica John Hall. En història från det gamla Göteborg (John Hall. Una història, del vell Göteborg), que va confirmar la seva posició com a escriptora en el selecte ambient social i cultural que l'envoltava. Entre les seves amistats estaven la polemista sueca Ellen Key, l'escriptor danès Georges Brandes i el poeta suec Verner von Heidenstam.
Al desembre de 1899 va emprendre novament al costat de Selma Lagerlof un viatge a l'Orient Mitjà. En un periòdic suec s'havia publicat una notícia sobre un grup de camperols de Dalecarlia que havien emigrat a Palestina i que semblaven haver-se adaptat molt bé allí. Selma Lagerlof es va interessar moltíssim en això, i així va ser com una nova novel·la va començar a prendre forma.
En ple hivern van creuar Europa fins a arribar al port italià de Bríndisi, on van embarcar en una nau fins a Alexandria, seguint el seu viatge per tren fins al Caire, on van ser molt bé rebudes i van romandre dos mesos. Van navegar pel riu Nil i van conèixer Assuan, Luxor i Karnak. Al març es van embarcar a Port Saïd amb destinació al port de Jaffa, des d'on van partir en un viatge de tres hores per tren a Jerusalem.
La ciutat santa no va impressionar de bona forma a ambdues escriptores, i així ho testimonien en la correspondència que van mantenir amb els seus parents. No obstant això quan van visitar la colònia dels suecs, la meta del viatge, foren molt bé rebudes. Van decidir després visitar llocs bíblics com Jericó, el Mar Mort, Haifa i el Mont Carmel, Natzaret i Cafarnaüm.
El viatge de retorn el van fer via Beirut i Damasc, tornant a Beirut per embarcar-se a Esmirna i Constantinoble, tornant des d'allí a Suècia.
El viatge els havia pres 6 mesos i va deixar la seva petjada en Selma Lagerlof, en servir de base per a la seva novel·la Jerusalem.
Sophie va publicar el 1901 un relat titulat Drömmen om österlandet (El Somni d'Orient) que tractava una relació entre un home egipci i una dona sueca, i els xocs culturals que ocorren entre ells.
La crítica literària va comparar ambdues obres, quedant l'obra de Sophie molt eclipsada. No obstant això Selma Lagerlöf ho va veure d'una altra manera, i li va escriure dient-li que la seva novel·la, Jerusalem, comparada amb la de Sophie, "era terriblement simple i que era un llibre molt senzill sobre camperols."
La seva obra literària fins a aquest moment es caracteritzava per l'estudi psicològic femení, i així la classificaven els crítics. Per respondre a aquest encasellament, va publicar el 1904 la novel·la històrica Konungen. En sannsaga (El rei. Una història de la vida real), un relat sobre la tràgica vida de Gustau II Adolf. Una segona part va ser publicada l'any 1906, Konungen. I landsflykt (El Rei. El desterrament). Ambdues obres van tenir molt bona rebuda, i van ser traduïdes a altres idiomes. La seva última obra va ser Från östa och västan publicada l'any 1908.
La seva salut va anar empitjorant més i més; l'any 1916 va començar a desenvolupar cataractes i solo es dedicaria ocasionalment a les traduccions i al periodisme. Per mantenir la seva correspondència amb Selma Lagerlof, va haver de fer-ho per mitjà del seu assistent personal. Va ser intervinguda quirúrgicament, però la seva capacitat visual va quedar molt minvada. Selma va començar a usar una màquina d'escriure per facilitar-li la lectura. L'any 1919 va tenir símptomes de càncer de mama, el que es va estendre el 1921. La seva amiga Selma li escriuria una última carta el 2 d'abril, morint Sophie sobtadament d'un vessament cerebral el 5 d'abril, en la seva residència a Göteborg.

## Correspondència amb Selma Lagerlof
Si ben les seves obres literàries són destacables dins de la literatura sueca, la seva correspondència amb Selma Lagerlof forma també part important d'elles. Van ser 1219 cartes de Sophie i 2015 cartes de Selma, escrites entre 1893 i 1921, que estan arxivades a la Reial Biblioteca d'Estocolm, i que només foren de domini públic a partir del 16 de març de 1990, 50 anys després de la defunció de Selma Lagerlof. La doctora en literatura sueca, Ying Toijer-Nilsson, va publicar una selecció de 250 missives de S. Lagerlof, que donen un extraordinari testimoniatge de l'amistat entre ambdues escriptores i a més una encertada descripció d'altres escriptors i esdeveniments culturals i polítics de l'època.

## Obra
- Dur och moll: skizzer och berättelser. Visby: Gotlands Allehandas tr. 1889. Libris 3112850
- Med sordin : Skisser och novelletter. Visby. 1891. Libris 14610717
- Rika flickor: berättelse. Stockholm: Fr. Skoglund i distr. 1893. Libris 1622269
- Säfve, Kurt & C:o: nutidsberättelse. Stockholm: Skoglund (distr.). 1894. Libris 1622270
- Skiftande stämningar: ett novellhäfte. Visby. 1896. Libris 10149711
- John Hall: en historia från det gamla Göteborg. Stockholm: Bonnier. 1899. Libris 1662766
- Drömmen om österlandet. Nordiskt familjebibliotek, 99-3140236-9 ; 10. Stockholm: Bonnier. 1901. Libris 834345
- Konungen: en sannsaga. Stockholm: Bonnier. 1904. Libris 1726457
- Konungen i landsflykt: en sannsaga. Stockholm: Bonnier. 1906. Libris 8223901
- Från östan och västan: en novellbok. Stockholm: Bonnier. 1908. Libris 1612943
- Anckarström : en historia från idyllens och revolutionernas tidehvarf.. Stockholm: Bonnier. 1910